# Ferrari SP38 Deborah
Ferrari SP38 Deborah – supersamochód klasy średniej typu one-off wyprodukowany pod włoską marką Ferrari w 2018 roku.

## Historia i opis modelu

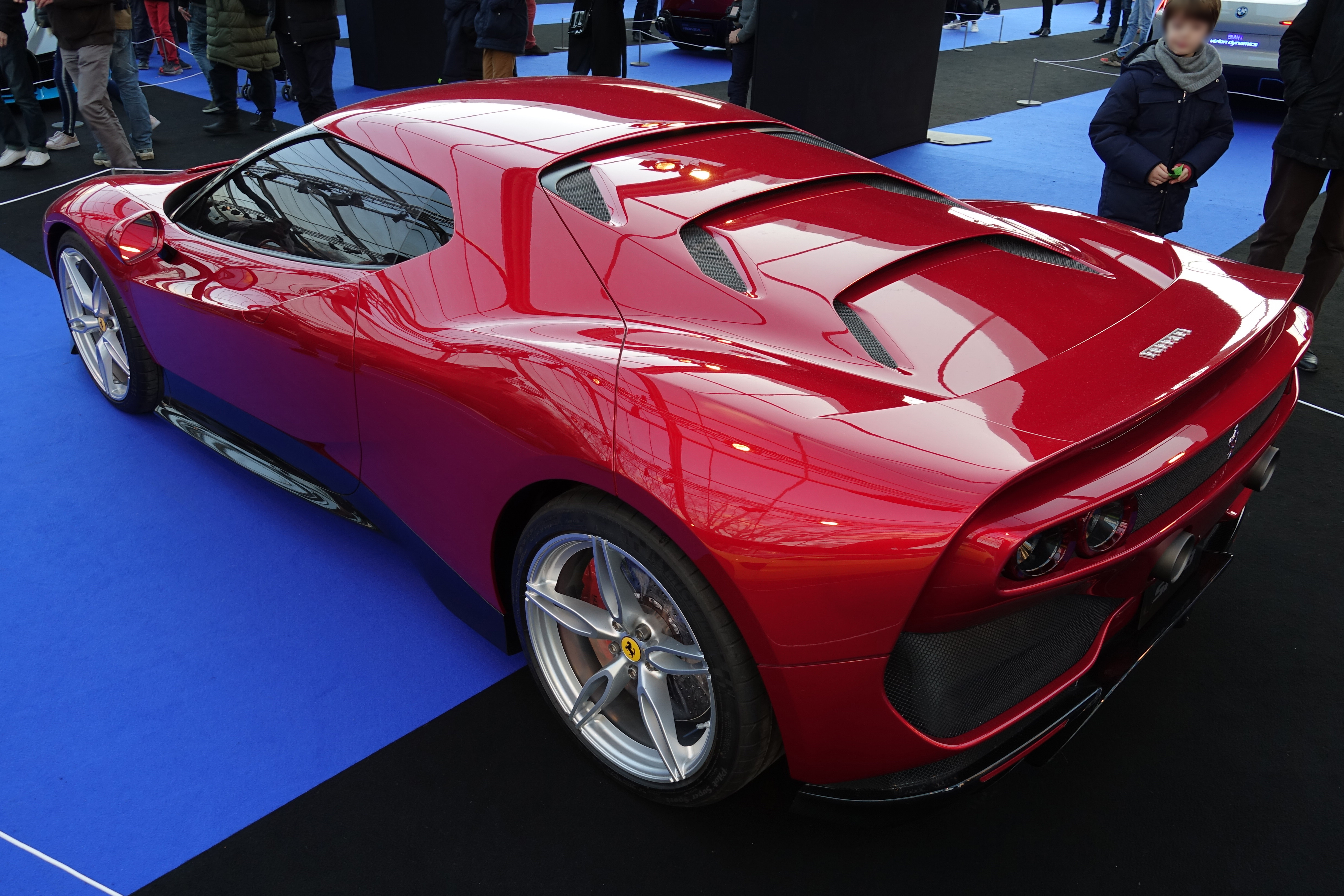
Ferrari SP38 Deborah - tył

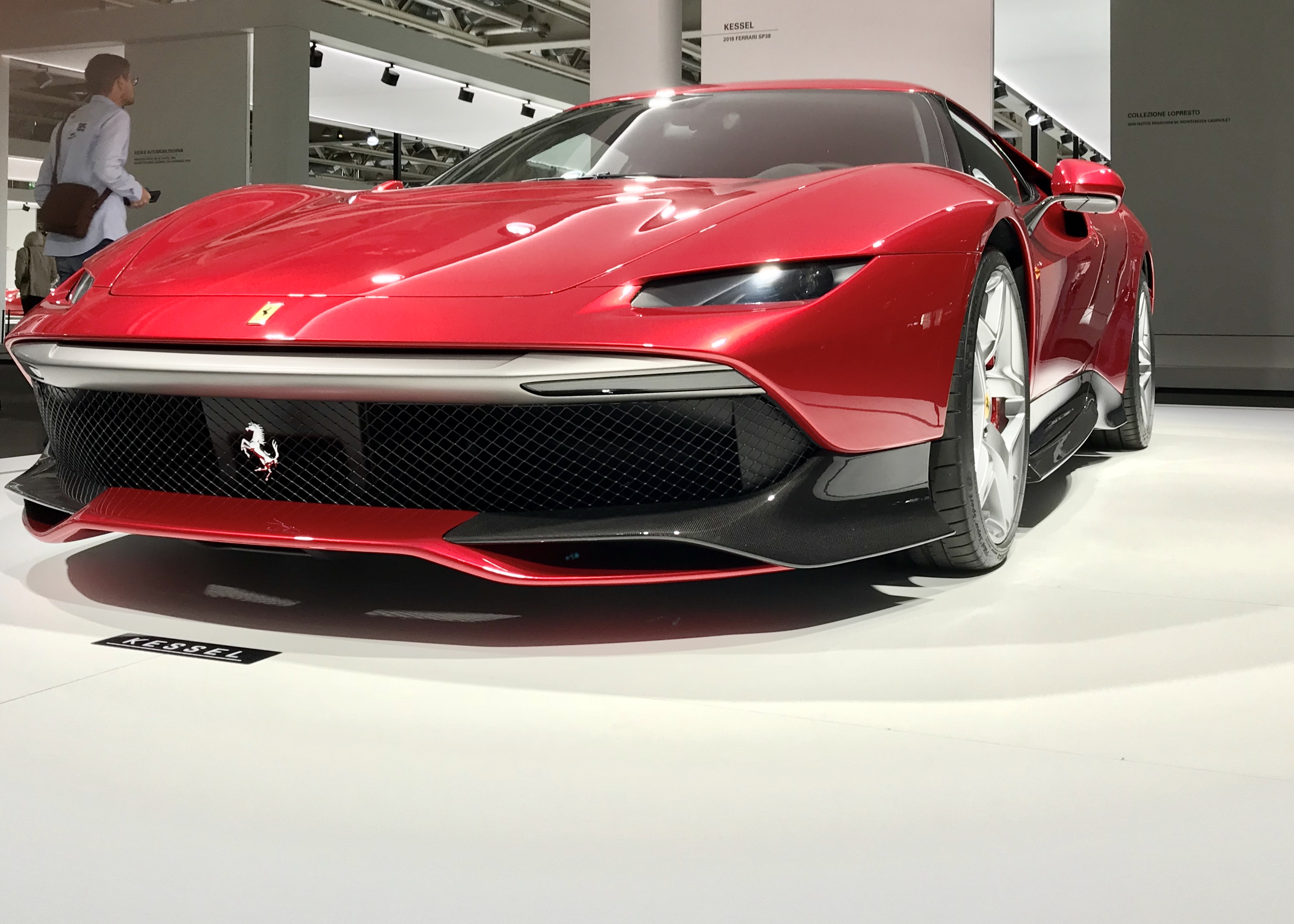
Ferrari SP38 Deborah - pas przedni

Podczas wydarzenia Concorso d’Eleganza Villa d’Este z końcem maja 2018 roku Ferrari przedstawiło kolejny unikatowy model zbudowany na indywidualne zamówienie klienta w ramach programu Special Products. Za bazę do opracowania SP38 Deborah wykorzystano seryjne Ferrari 488 GTB, wykorzystując jego układ napędowy oraz podwozie. Za projekt stylistyczny odpowiedzialne było wewnętrzne biuro projektowe włoskiej firmy, Centro Stile Ferrari, nadająć SP38 Deborah unikalny projekt nadwozia nawiązujący do klasycznych konstrukcji Ferrari z lat 70. i 80. XX wieku. Łącznie prace konstrukcyjne trwały 2 lata.
Charakterystycznymi cechami wizualnymi Ferrari SP38 Deborah stał się m.in. rozległy, trapezoidalny przedni wlot powietrza, niewielkie wąskie reflektory, poczwórne lampy tylne, rozległy dyfuzor oraz wysoko osadzone podwójne końcówki wydechu. Wśród inspiracji znalazła się także klasyczna Lancia Stratos, co zasugerował zlecający zbudowanie modelu właściciel deklarujący zamiłowanie do motorsportu.
Do napędu SP38 Deborah wykorzystany został podwójnie doładowany silnik benzynowy typu V8 o pojemności 3,9 litra i mocy 661 KM. Przenosząca napęd na tylną oś centralnie umieszczona jednostka połączona została z 7-biegową, dwusprzęgłową automatyczną skrzynią biegów. Cały zespół napędowy przeniesiono z pokrewnego 488 GTB.

### Sprzedaż
Ferrari SP38 Deborah zostało zbudowane w jednym egzemplarzu, realizując założenia istniejącej wówczas od 10 lat linii Special Products. Zamawiający skonstruowanie pojazdu sfinansował proces konstrukcyjny na samym początku, nie ujawniając jednak zarówno swojej tożsamości, jak i kosztu nabycia supersamochodu.

### Silnik
- V8 3.9l 661 KM